# Brian Trenchard-Smith
Brian Medwin Trenchard-Smith, angleško-avstralski filmski režiser in pisec, * 1. junij 1946, Združeno kraljestvo.
Trenchard-Smith je znan po svojem idiosinkratskem in satiričnem pristopu do nizkoproračunskih žanrskih filmov. Njegova filmografija zajema akcijo, znanstveno fantastiko, borilne veščine, distopijsko fantastiko, komedijo, vojno, družino, triler, romantiko in erotiko, njegova dela pa so ponavadi v več žanrskih delih.
Po pridobitvi izkušenj kot pisatelj in urednik filmskih napovednikov je Trenchard-Smith posnel dokumentarne filme za avstralsko televizijo, med katerimi se je veliko osredotočil na kaskaderske izvajalce in borilne umetnike, vključno s svojim pogostim sodelavcem Grantom Pageom. Leta 1975 je režiral svoj prvi film, The Man From Hongkong, film, ki je nastal kot mednarodna koprodukcija med Avstralijo in Hongkongom. Številni prejšnji filmi Trencharda-Smitha v naslednjem desetletju so postali vidni, kot primeri Ozploitation cycle, med njimi so Deathcheaters (1976), Stunt Rock (1978), Turkey Shoot (1982), BMX Bandits (1983), Frog Dreaming (1986) in Dead End Drive - in (1986).
Trenchard-Smith se je v Hollywood preselil leta 1990 in od takrat v režiral filme za televizijo in video posnetke. Ostala njegova opazna dela vključujejo filme The Siege of Firebase Gloria (1989), Night of the Demons 2 (1994), Leprechaun 3 (1995), Leprechaun 4: In Space (1996), Happy Face Murders (1999), Britannic (2000), Megiddo: Omega Code 2 (2001), DC 9/11: Time of Crisis (2003), Tyrannosaurus Azteca (2007), Chemistry (2011), Absolute Deception (2013) in Drive Hard (2014). Njegov debitantski roman The Headsman's Daughter (pozneje znova objavljen Alice Through the Multiverse) je bil samozaložen leta 2016. Številni filmi Trencharda-Smitha so dobili veliko nagrad in bili podvrženi kritični ponovni oceni, prav tako pa je bil Trenchard-Smith naveden kot eden najljubših režiserjev Quentina Tarantina.